# Finnmarksstarr
Finnmarksstarr (Carex salina) är en halvgräsart som beskrevs av Göran Wahlenberg. Enligt Catalogue of Life ingår Finnmarksstarr i släktet starrar och familjen halvgräs, men enligt Dyntaxa är tillhörigheten istället släktet starrar och familjen halvgräs. Arten har ej påträffats i Sverige.

## Underarter
Arten delas in i följande underarter:
- C. s. pseudofilipendula
- C. s. salina